# Дружба (парк, Элиста)
Парк «Дружба» — парк культуры и отдыха в центре Элисты, крупнейшая зона отдыха города. Парк располагается вдоль улицы Ленина. Начинается около здания Народного Хурала (Парламента) Республики Калмыкия и заканчивается около стадиона «Уралан». В настоящее время состоит из двух частей: новой, которая начинается аллей от Народного Хурала и заканчивается перекрёстком улиц Ленина и Кирова и старой части, которая ограничивается вышеуказанным перекрёстком и стадионом «Уралан».

## История
Постановлением Областного комитета Автономной Калмыцкой области от 21 марта 1935 года было принято решение о создании в Элисте парка культуры и отдыха. В парке предполагалось размещение стадиона с площадками для футбола, волейбола, баскетбола и физкультурных игр, тира, читальни, детской площадки, ларька с прохладительными напитками и душа. Проект парка был утверждён постановлением Президиума Элистинского городского совета «О парке культуры и отдыха» 20 июля 1937 года. Базой для парка стали насаждения бывшей Элистинской лесной плантации. Площадь парка была определена в 25 гектаров. В этом же году началось возведение деревянной ограды вокруг будущего парка. Торжественное открытие парка было приурочено к 500-летию эпоса «Джангар» и состоялось в 1940 году. К этому времени здесь были построены стадион, парашютная вышка, Зелёный театр и аттракционы.
Существенные утраты парк понёс в период оккупации и послевоенный период. Парк стал активно возрождаться лишь после восстановления калмыцкой автономии. В 1965 году в парке был открыт мемориальный комплекс в честь героев — комсомольцев и партизан, погибших в годы гражданской и Великой Отечественной войн. В 1972 году северный вход в парк украсило панно «Цвети, Калмыкия!». В 1990 году был открыт памятник Джангарчи Ээлян Овла. 
Существенные изменения парк претерпел во второй половине 1990-х — первом десятилетии XXI века. Были открыты ворота «Алтн Босх», ставшие главными воротами парка, скульптура «Цаган Аав» (Белый Старец), обновлен мемориальный комплекс «Аллея героев», открыт памятник Б. Б. Городовикову, был украшен декоративными фонарями и ротондами. В этот период парк подвергся застройке, вырубке деревьев в связи со строительством кафе и ресторанов, дороги через парк и открытием площади Победы.

## Достопримечательности
- Статуя Будды.
- Фонтан «Мальчик и дракон».
- Золотые ворота «Алтн Босх».
- Памятный камень «Братьям-казакам».
- Скульптура «Танец».
- Скульптура «Белый старец».
- Аллея героев.
- Восточная ротонда «Лунный календарь».
- Памятник джангарчи Ээлян Овла — объект культурного наследия Калмыкии.
- Мемориальный комплекс героев Гражданской и Великой Отечественной войн — объект культурного наследия Калмыкии.
- Памятник «Солдатам правопорядка Калмыкии».
- Памятник Кирову — объект культурного наследия Калмыкии.
- Панно «Цвети, Калмыкия!» — объект культурного наследия Калмыкии.
- Родник «Бортха» с одноимённой скульптурой — объект культурного наследия Калмыкии.
- Дубовая роща — памятник природы регионального значения.
- Стадион «Уралан».

## Фотогалерея

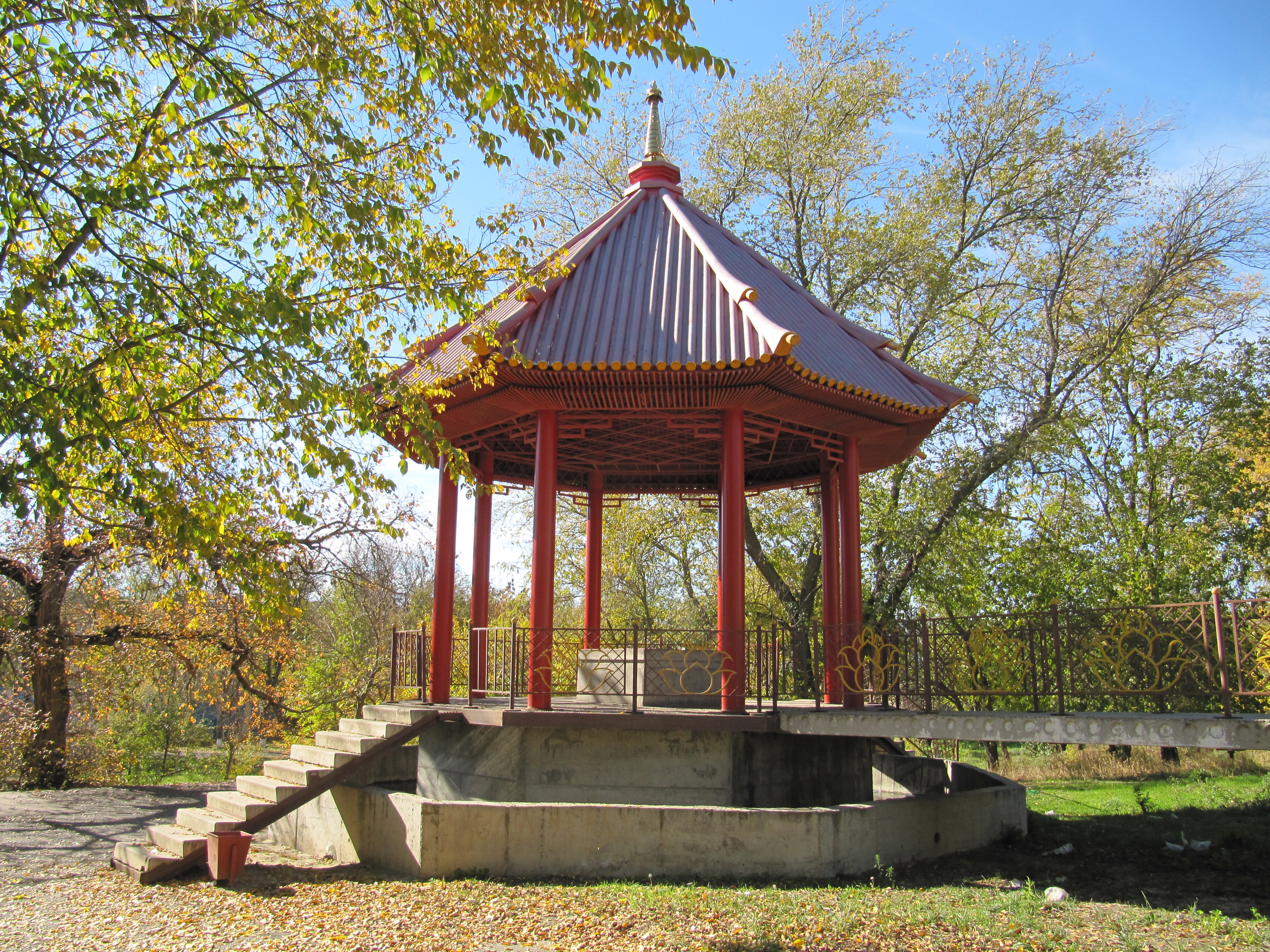
Беседка возле родника Бортха
Джангарчи
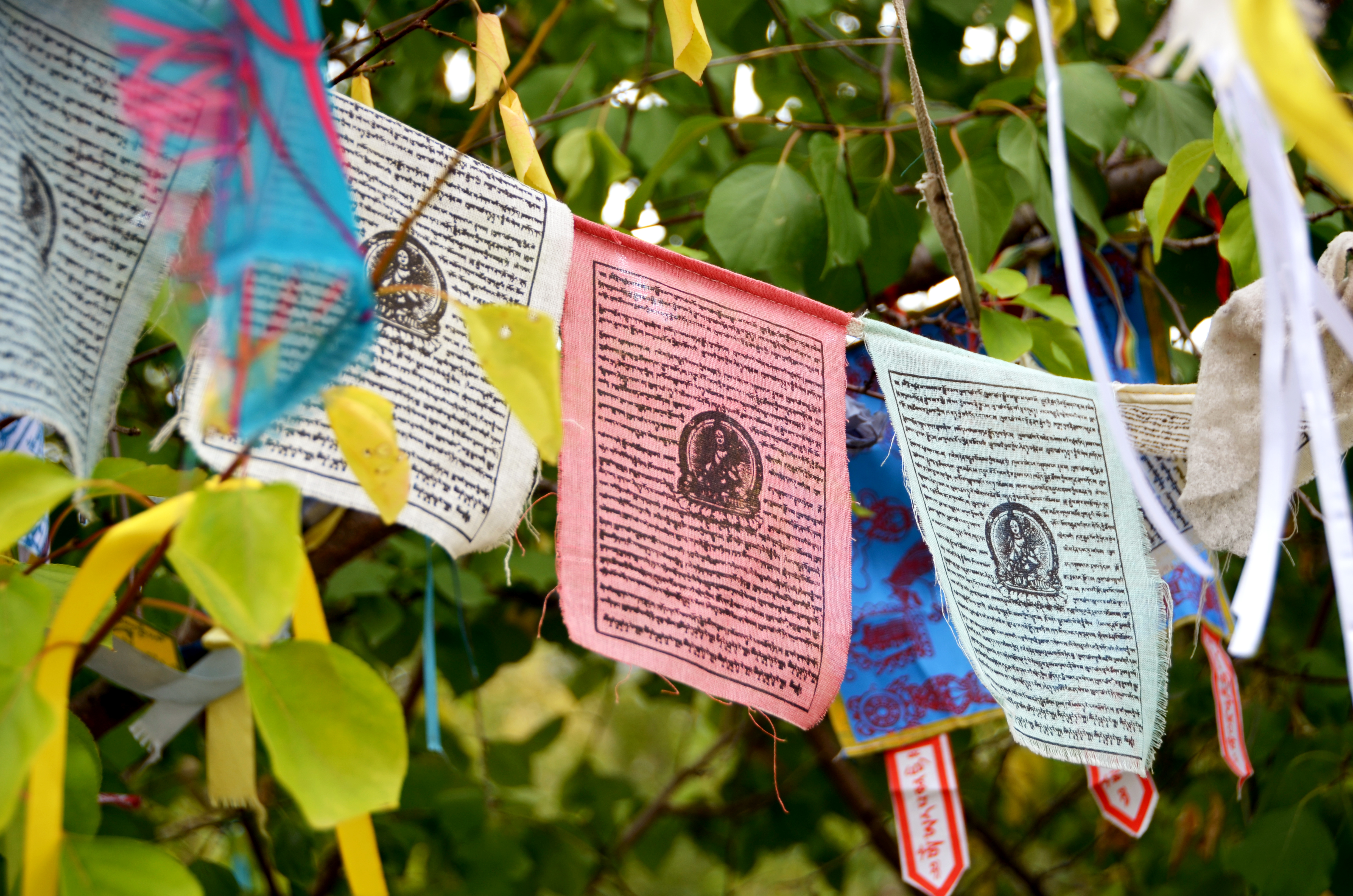
Молитвенные флаги в парке
Мемориальный комплекс